# Trisetum glomeratum
Trisetum glomeratum är en gräsart som först beskrevs av Carl Sigismund Kunth, och fick sitt nu gällande namn av Carl Bernhard von Trinius och Ernst Gottlieb von Steudel. Trisetum glomeratum ingår i släktet glanshavren, och familjen gräs. Inga underarter finns listade i Catalogue of Life.

## Bildgalleri

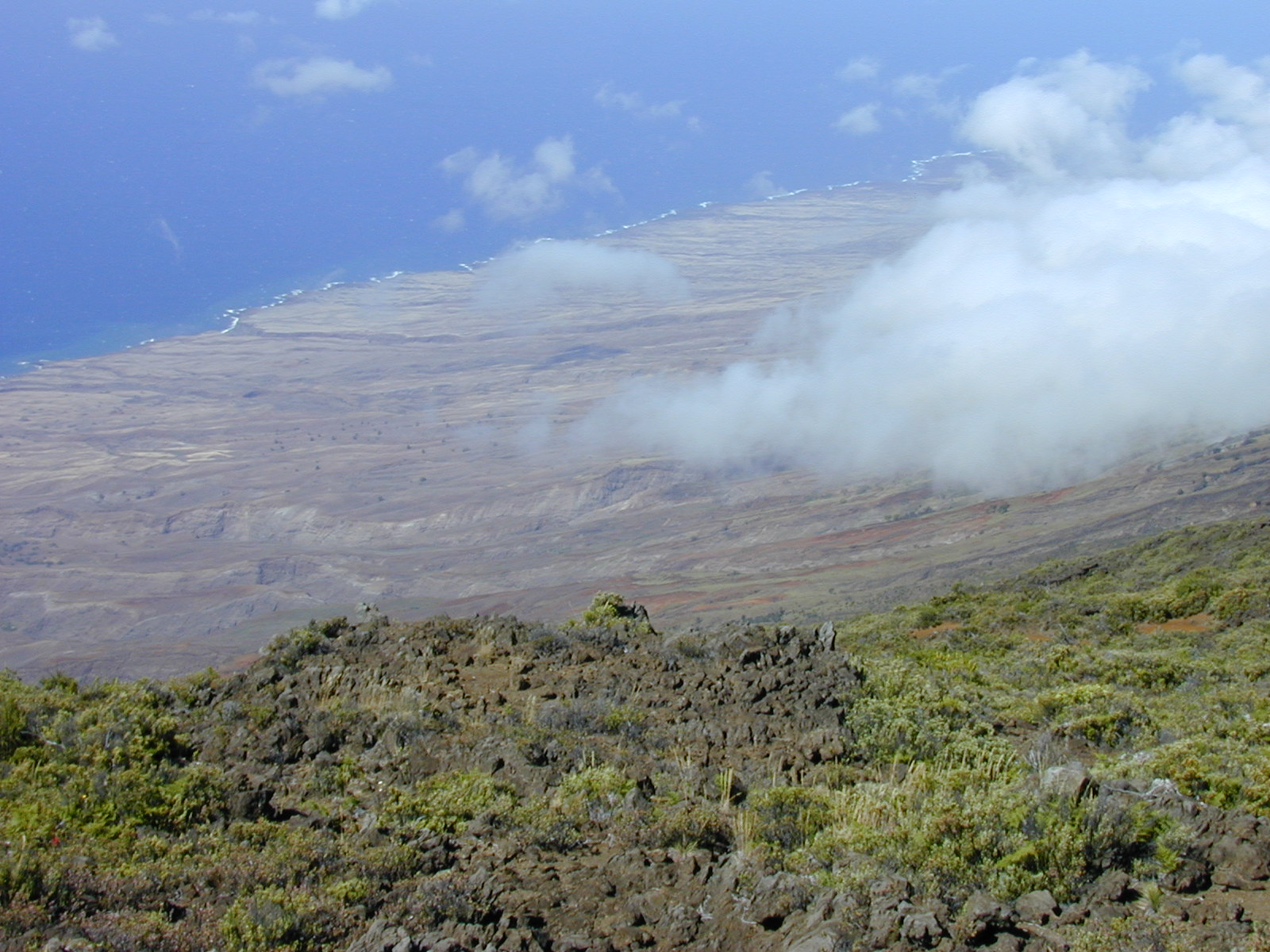
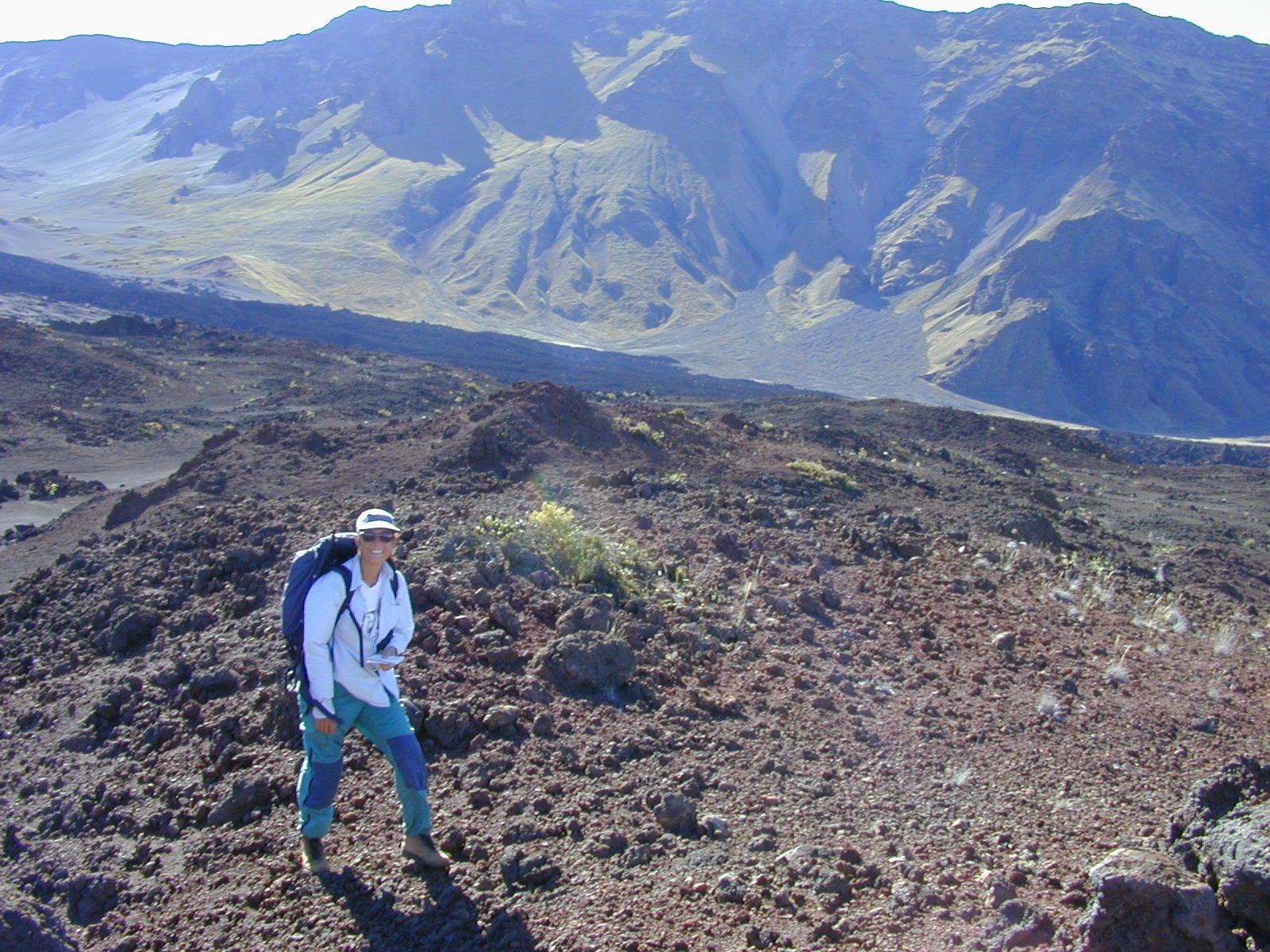
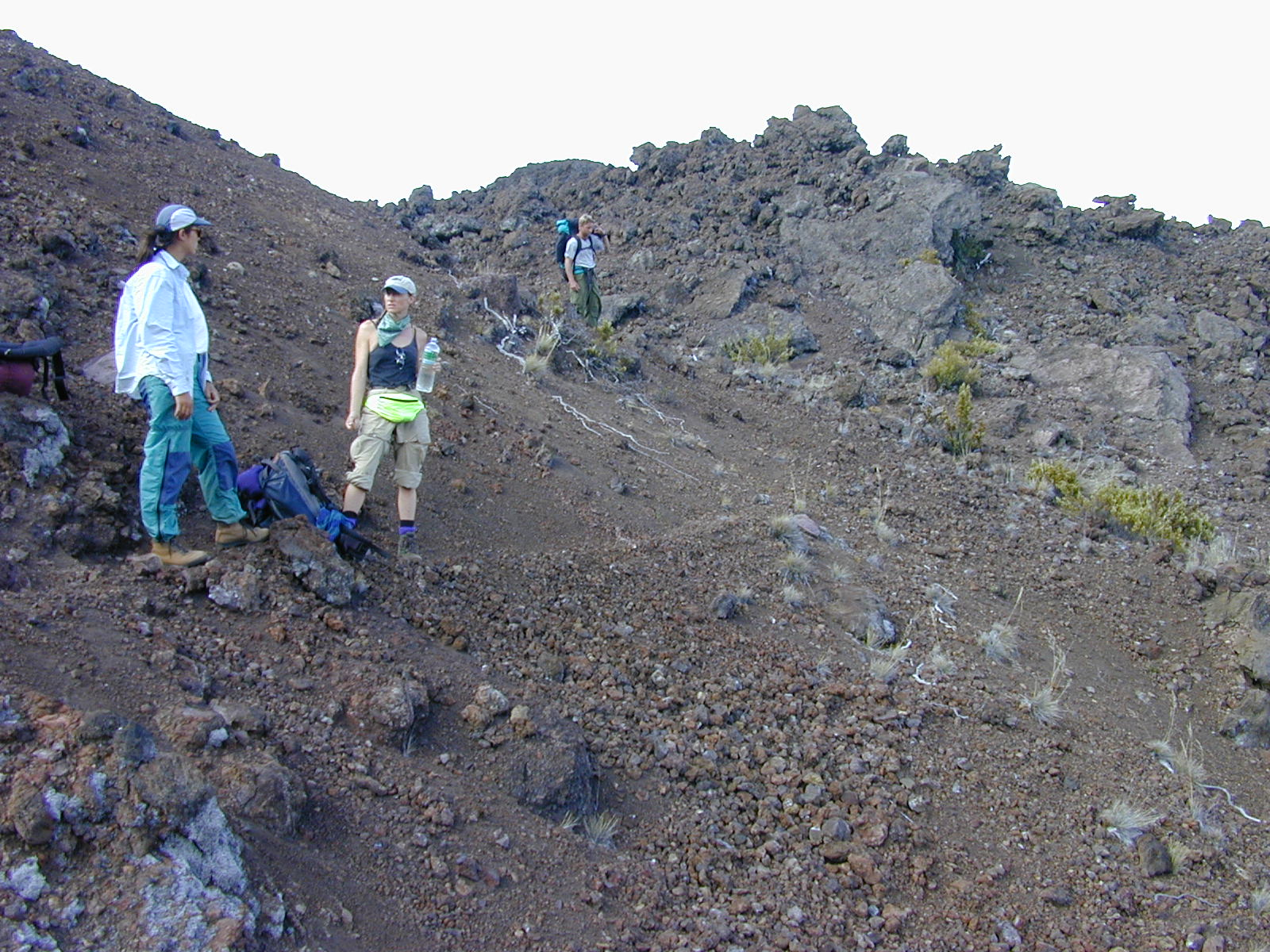
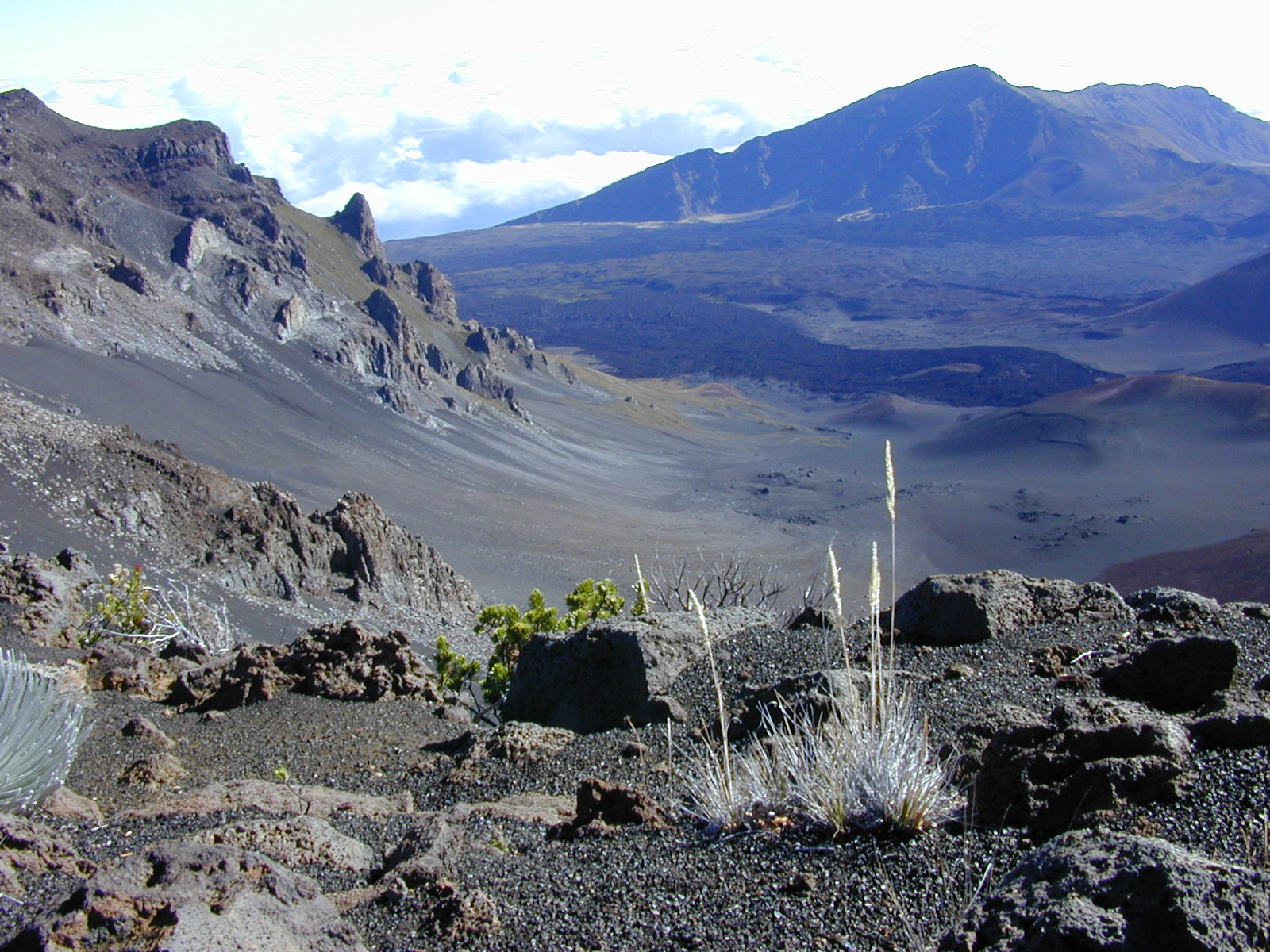